# Erythrophyllopsis challaensis
Erythrophyllopsis challaensis là một loài rêu trong họ Pottiaceae. Loài này được (Broth.) Hilp. mô tả khoa học đầu tiên năm 1933.